# Decapterus lajang
 Decapterus lajang és un peix teleosti de la família dels caràngids i de l'ordre dels perciformes.

## Morfologia
Pot arribar als 30,5 cm de llargària total.

## Distribució geogràfica
Es troba des de les costes de Sud-àfrica fins a les del Pacífic.